# 이영빈
이영빈(2002년 6월 17일 ~ )은 KBO 리그 상무 야구단의 외야수이다. 그의 아버지는 전 KBO 리그 한화 이글스의 내야수인 이민호이다.

## 아마추어 시절
세광고 입학 후 체격을 키워 2학년 때부터 팀의 주전 내야수로 활약했다. 3학년 때 주전 유격수로 활동하며 팀을 이끌었다. 내야수 중에서 김주원과 함께 내야수 최대어라고 불렸다. 신인 드래프트에서 2차 1라운드 7순위로 LG 트윈스에 지명됐다.

## LG 트윈스시절
2021년에 입단하였다. 2021년 5월 8일 한화 이글스와의 경기에 출전하며 데뷔 첫 경기를 치렀고, 경기에서 1타수 1안타, 1득점을 기록했다.

## 상무 야구단시절
2023년에 입단하였다.

## 트리비아
- 충남중학교를 졸업하면 대부분 북일고등학교로 진학하는데 고교 진학 당시 체격이 너무 작아 입학할 엄두를 내지 못했다고 한다.

## 출신 학교
- 대전동산초등학교 (대전중구리틀)
- 보문중학교
- 충남중학교
- 세광고등학교